# 심흠
심흠(沈欽, 503년 ~ 569년)은 남북조 시대 진나라의 외척으로, 진나라의 제2대 황제 문제 진천(文帝 陳蒨, 522년 ~ 566년)의 황후 문황후 심묘용(文皇后 沈妙容, ? ~ 605년)의 오빠이다.
건성현후 심법심(建成縣侯 沈法深)의 아들이다. 오흥군 무강현(吴興郡 武康縣, 지금의 저장성 덕청현) 출신이다.
건성현후(建成縣侯)에 습작(襲爵)되었으며, 시호는 성(成)이다. 아들 심관(沈觀)도 건성현후(建成縣侯)에 습작(襲爵)되었다.

## 가계
- 아버지 : 건성현후 심법심(建成縣侯 沈法深) - 문제 진천(文帝 陳蒨)의 국구
- 어머니 : 수안현군 고씨(綏安縣君 高氏)
  - 본인 : 건성현후 심흠(建成縣侯 沈欽, 503년 ~ 569년) - 건성현후(建成縣侯) 습작(襲爵)
    - 아들 : 건성현후 심관(建成縣侯 沈觀) - 건성현후(建成縣侯) 습작(襲爵), 어사중승(御史中丞)을 지냄.

  - 여동생 : 문황후 심묘용(文皇后 沈妙容, ? ~ 605년)
  - 매부 : 진나라 제2대 황제 문제 진천(文帝 陳蒨, 522년 ~ 566년)
    - 외조카 : 진나라 제3대 황제 폐제 진백종(廢帝 陳伯宗, 554년 ~ 570년)
    - 외조카 : 시흥왕 진백무(始興王 陳伯茂)

## 생애
안주자사(安州刺史)를 거쳐, 자신의 매부 문제 진천(文帝 陳蒨)이 황제가 되자 건성현후(建成縣侯)에 습작(襲爵)되고 회계태수(会稽太守)를 거쳐 시중(侍中)을 지냈다. 566년 외조카 폐제 진백종(廢帝 陳伯宗)이 황제에 등극하자 상서우복야(尚書右僕射)와 567년 상서좌복야(尚書左僕射)를 지냈다. 569년 문제 진천(文帝 陳蒨)의 동생 효선제 진욱(孝宣帝 陳頊)이 조카 폐제 진백종(廢帝 陳伯宗)을 폐위시키고 황제에 오르자 의흥태수(義興太守)로 있다가 죽었다. 시호는 성(成)이다. 아들 심관(沈觀)도 건성현후(建成縣侯)에 습작(襲爵)되고 어사중승(御史中丞)을 지냈다.

## 같이 보기
- 문제 진천
- 폐제 진백종
- 효선제 진욱
- 심군리
- 심각
- 심경지
- 심문숙
- 심문계
- 심소략
- 심약

## 참조
- 《진서》
- 《남사》